# 帝鱷屬

肌鱷屬（屬名：Sarcosuchus）因為模式種帝王肌鱷 (Sarcosuchus imperator) 的高度知名而常被稱為帝鱷、帝王鱷，是種已滅絕鱷類，屬名意為“肌肉鱷魚”。牠們生存在於早白堊紀的非洲，是曾經存活過的最大型鱷類動物之一。牠幾乎是現今鹹水鱷的2倍大，重量約是4到6公噸。
直到最近，對於這種動物的了解僅來自於少數牙齒與鱗甲，是由法國古生物學家艾伯特·拉伯（Albert-Félix de Lapparent）在1940年代到1950年代於撒哈拉沙漠發現。在1997年與2000年，保羅·塞里諾（Paul Sereno）發現6個新標本，其中一個標本有將近一半的完整頭顱骨與大部分的脊柱。所有其他巨鱷都只有少數局部頭顱骨，所以帝鱷是實際上科學證據最大的巨鱷。

## 描述

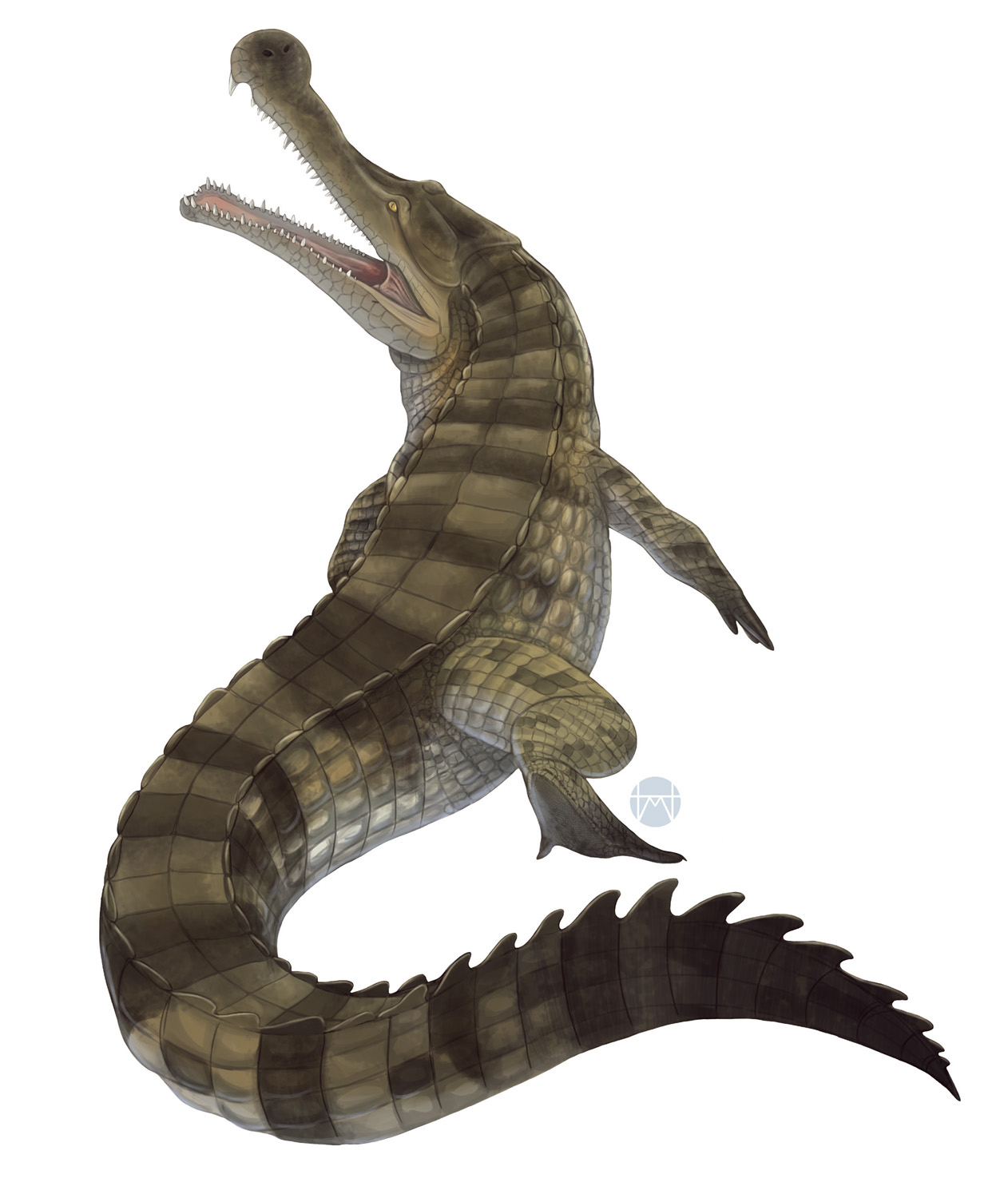
帝鱷的重建圖

當帝鱷成長完全時，總長度估計可達 9 至 9.5公尺（29.5 至 31.2 英尺），重量為3.5 至 4.3 公噸（3.9 至 4.7 短噸）。
最大型的帝鱷應該是年齡最老的。根據一個成長80%個體（以已知最大型的帝鱷個體作為基準）的皮內成骨（Osteoderms骨質外皮）上的成長環，顯示帝鱷在牠50到60年的預期壽命間持續地成長。現代鱷魚以更快速度成長，花約12年成長到牠們的成年體型，成年後成長速率更為緩慢。
牠的頭顱與成年人一樣大，約1.61-1.78公尺。上頜的長度大於下頜，形成咬合不正。頜部相當狹窄，尤其是幼年體。口鼻部佔了75%的頭顱長度。

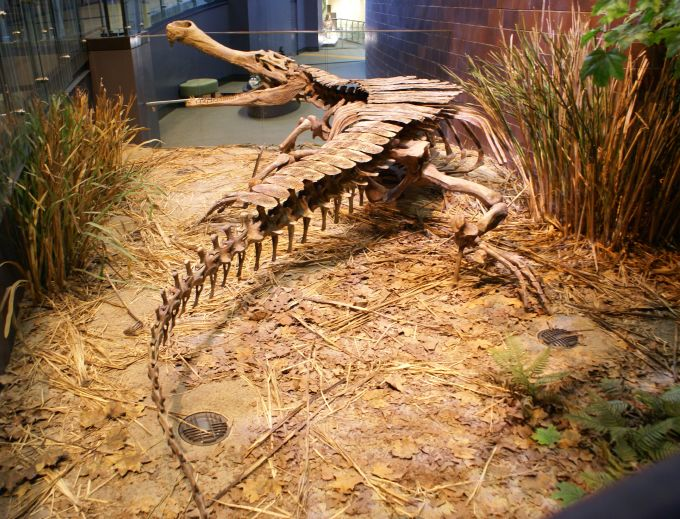
帝鱷的骨架模型，位於印第安那兒童博物館

帝鱷的巨型頜部有132個粗厚牙齒，漢斯·拉爾森（Hans Larsson）形容它們像是鐵路道釘。牙齒呈圓錐形，適合用來抓取、夾住獵物，而非現代鱷魚狹窄的撕裂用牙齒（類似某些陸地肉食性動物）。帝鱷的頜部咬合力可達到18,000磅 80,000牛頓，讓獵物很難逃脫。
牠擁有一排覆蓋沿者背部排列的鱗甲或皮內成骨（Osteoderms），最大的鱗甲達1公尺長。鱗甲可當裝甲用，可能輔助支撐牠們的巨大身體，但也限制了牠們的靈活性。
帝鱷的口鼻部末端有個奇特的凹處，稱為「鼓泡」（Bulla），相當於長吻鱷的「壺」（Ghara）。不像長吻鱷，所有帝鱷的口鼻部末端都有這凹處。這顯示它並非帝鱷的性選擇特徵，而只有雄長吻鱷擁有口鼻部末的凹處。這結構的用途仍然不清楚。保羅·塞里諾與其他爬蟲類專家對於凹處用途的看法，從幫助嗅覺到發聲器官都有。

## 行為與食性

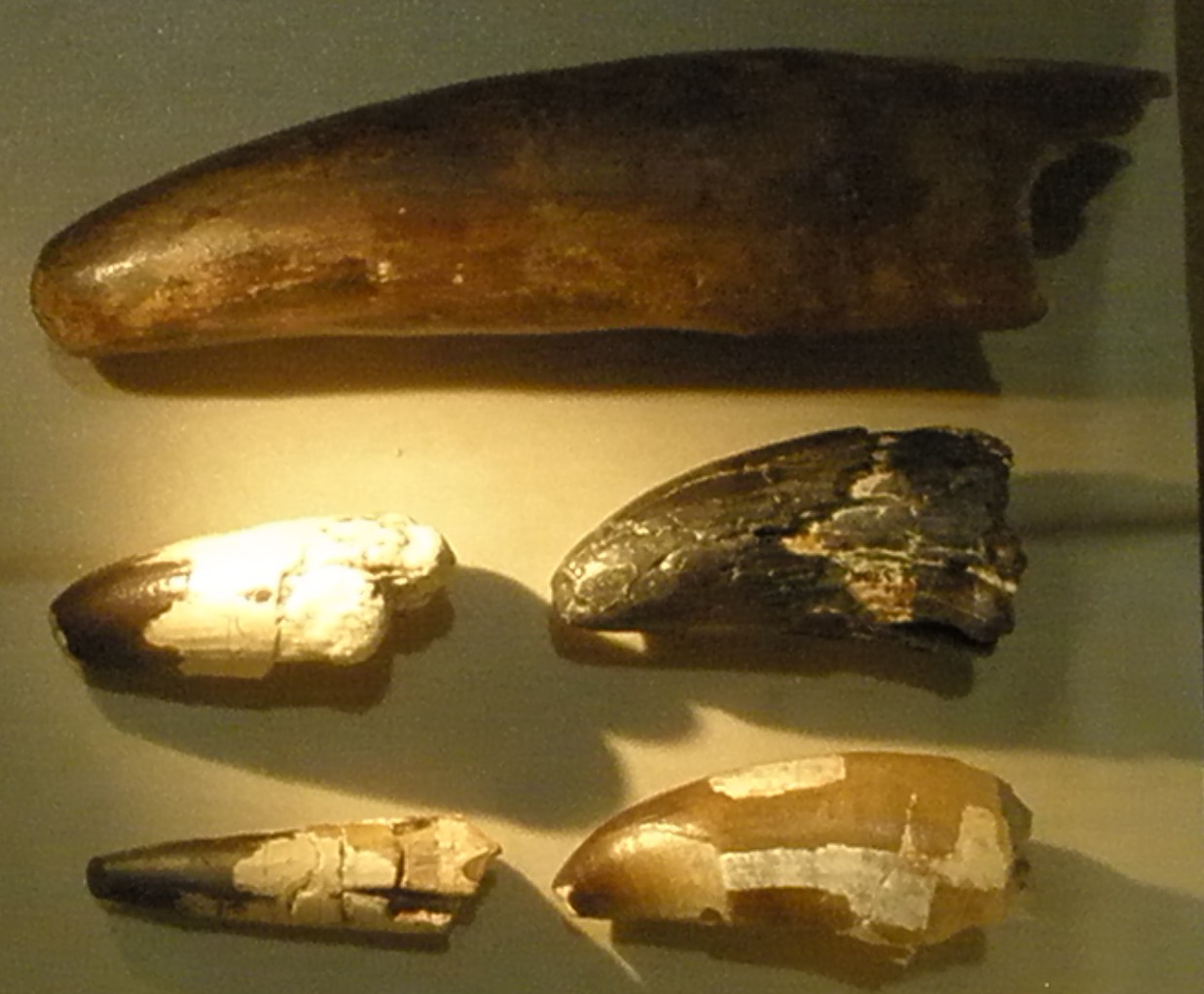
帝鱷的牙齒

如同真鱷類，帝鱷也許有廣範圍的發聲範圍。帝鱷可能使用這些聲音來界定領地範圍、吸引異性、與牠們後代溝通。
帝鱷的眼窩略朝上，顯示這動物可能花大部分時間浸在水中，觀察岸邊的獵物。
牠們似乎以白堊紀的大型魚類與烏龜為食。突出的頜部與結實的牙齒是用來抓取與壓碎，牠们的主要獵物可能是大型動物與較小的恐龍，牠們埋伏在水中，並將獵物拖入水中，將獵物壓碎、淹死、撕裂。
帝鱷可能與同一地層發現的巨大掠食者似鱷龍產生獵食上的衝突，似鱷龍是身長12公尺的大型獸腳類恐龍，有類似長吻鱷的頜部。保羅·塞里諾宣稱，因為這群動物非常大，牠們可以輕易地獵食大型恐龍，包括非洲地區的長頸部、小頭部的巨大蜥腳類恐龍。
其他研究鱷類的生物學家懷疑這巨型動物的獵食能力。帝鱷長而瘦的口鼻部非常類似現代長吻鱷、偽長吻鱷、狹吻鱷的狹窄口鼻部，上述物種都是以魚類為食，不能追蹤大型獵物。與現代尼羅鱷與已滅絕的恐鱷相比，尼羅鱷與恐鱷都有非常寬廣、厚重的頭顱骨，適合咬食大型獵物。由於該地當時有大量的總鰭魚類動物，所以許多專家認為帝鱷只是種大型魚食性動物，是現代長吻鱷的佈滿鱗甲版本，而非恐龍殺手。
然而，未成年帝鱷與現代狹窄口鼻部鱷魚，兩者口鼻部寬度類似，但成年帝鱷的口鼻部極度擴展。若計算口鼻部相較於身體比例，帝鱷比尼羅鱷還狹窄，但寬度仍比長吻鱷寬。此外，帝鱷的牙齒並未如同大部分魚食性鱷類般互相交錯，顯示牠主要以魚類為食，而以陸地動物為補助，如同尼羅鱷。
與帝鱷住在同一水域的總鰭魚類經常身長超過2-3公尺，重達90公斤（其中最大型的莫森氏魚體長甚至能超過4（13英尺））。這增加了獵食中型或小型陸地動物的可能性，而非以這些大型魚類為食，許多這種魚類擁有一層保護用的皮內成骨。

## 環境
在1億1000萬年前的早白堊紀，撒哈拉沙漠不似現代乾燥而是個熱帶沖積平原，上面散佈着湖，有河流與溪流經過的潮濕環境，岸邊佈滿植被。根據目前所發現的化石，水生的帝鱷可能繁盛於這些溫暖、淺水、淡水棲息地。
現代真鱷類的體型與外形上非常相似，傾向於生存在不同區域；帝鱷是鱷形動物之一，鱷形動物體型與外型上差異很大，大
多生存於同一區域。有四種鱷形動物跟帝鱷在同一岩石層發現，包括有者8公分長頭顱的矮小鱷類。牠們佔據多樣且不同的生態位，而非互相競爭食物資源。

## 科學研究
帝鱷化石來自於數個個體，包括一個脊柱、四肢骨頭、髖骨、背上的鱗甲、超過六個頭顱骨。許多鱷形動物的頭顱骨厚又重，所以發現頭顱骨的機率比發現身體其他部分還高。這與恐龍的狀況相反，恐龍頭顱骨易碎，很少成為化石記錄。
史前爬行動物的皮內成骨，因為上面有成長環，如同樹的年輪，可用在判斷年齡。一個80%的成年體發現了40個成長環，顯示牠至少存活了40年。然而這種計算年齡法是有爭議的。其他學者提出在中生代缺乏極端氣候的環境下，很難以計算年輪的方法計算動物的年齡。
因為沒有發現過完整骨骸，所以是用測量最大的頭顱骨，然後與現代鱷魚相比，計算出帝鱷的長度。現代鱷魚頭顱與身體的比例，不管年齡或性別都是一樣的。主要的差異在於長口鼻部鱷魚，頭部佔的比例比寬口鼻部鱷魚還大。帝鱷的長度是以長吻鱷與鹹水鱷的比例平均作為計算。塞里諾也測量印度與哥斯大黎加的現存鱷魚作為他研究中的計算數據。
在一個國家地理學會的特別計畫裡，佛羅里達州立大學的格里高利·艾利克森（Gregory Erickson）、佛羅里達大學的Kent Vliet、北亞歷桑納大學的Kristopher Lapping，他們在佛羅里達州一個鱷魚公園裡誘使美國短吻鱷咬一個上有測量儀器的棒子。他們所測量最大型短吻鱷的咬力是2,125磅（9,452牛頓）。在比較過60種動物的咬力後，他們認為動物的咬力與體型成正比。以此方法計算帝鱷的咬力，所得結果是18,000磅（80,000牛顿）。

## 巨型鱷類

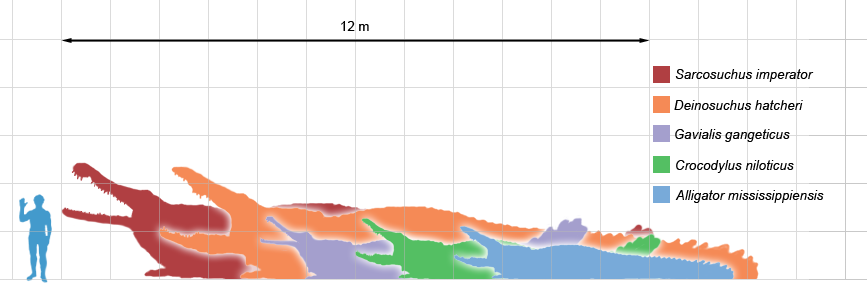
數種巨型鱷類與人類的體型比較圖。分別為帝鱷(紅)、恐鱷(橘)、恆河鱷(紫)、尼羅鱷(綠)、美國短吻鱷(藍)

巨型鱷類似乎是趨同演化的好例子，因為根據Schwimmer的研究，大型鱷類時常在演化史上重複出現。這可能部份導因於身體結構，背上的裝甲骨板能協助支撐巨大的身體，部分導因於環境，水能使牠們巨大的身體漂浮。
恐鱷是另一種巨大鱷類，牠們能以與現代鱷魚同樣的速度成長，每年0.5公尺。牠較現代鱷魚大，因為牠持續成長，花35年達到成年體，而非現代鱷魚的10年。所有這些不同的巨型鱷類必須生活在有大量溫暖淺水、充足獵物的良好生存環境。
恐鱷生存於晚白堊紀的北美，是一個與帝鱷關係較遠的巨型鱷類。對於恐鱷的了解只來自頭顱，頭顱比帝鱷的小，但恐鱷擁有寬廣口鼻部，類似短吻鱷，而帝鱷擁有狹窄口鼻部，類似長吻鱷。這意味者恐鱷的頭顱佔了身體較小的部份，而長口鼻部帝鱷的體型可能一樣或更大。帝鱷體型上的對手有中新世巴西的普魯斯鱷、中新世與鮮新世印度的喙嘴鱷      (Rhamphosuchus)，但牠們的化石並不完整。
巨型鱷類彼此間的關係可見於以下簡略的演化樹：
| 短吻鱷超科 | \| \| 普魯斯鱷 \| \| \| \| \| \| 恐鱷 \| \| \| \| \| \| 莫拉氏鱷 \| \| \| \| |
|            | \| \| 普魯斯鱷 \| \| \| \| \| \| 恐鱷 \| \| \| \| \| \| 莫拉氏鱷 \| \| \| \| |
| 長吻鱷超科 | 喙嘴鱷                                                                       |
|            | 喙嘴鱷                                                                       |
|            | 普魯斯鱷                                                                     |
|            |                                                                              |
|            | 恐鱷                                                                         |
|            |                                                                              |
|            | 莫拉氏鱷                                                                     |
|            |                                                                              |

|  | 普魯斯鱷 |
|  |          |
|  | 恐鱷     |
|  |          |
|  | 莫拉氏鱷 |
|  |          |

| 短吻鱷超科 | \| \| 普魯斯鱷 \| \| \| \| \| \| 恐鱷 \| \| \| \| \| \| 莫拉氏鱷 \| \| \| \| |
|            | \| \| 普魯斯鱷 \| \| \| \| \| \| 恐鱷 \| \| \| \| \| \| 莫拉氏鱷 \| \| \| \| |
| 長吻鱷超科 | 喙嘴鱷                                                                       |
|            | 喙嘴鱷                                                                       |
|            | 普魯斯鱷                                                                     |
|            |                                                                              |
|            | 恐鱷                                                                         |
|            |                                                                              |
|            | 莫拉氏鱷                                                                     |
|            |                                                                              |

|  | 普魯斯鱷 |
|  |          |
|  | 恐鱷     |
|  |          |
|  | 莫拉氏鱷 |
|  |          |

## 分類
帝鱷並非現代鱷魚的始祖。在種系發生學定義裡，牠也不是鱷魚。鱷魚是鱷目演化支。鱷目包括所有現代物種，例如鱷魚本身、短吻鱷，與牠們的最近史前近親。帝鱷是大頭鱷科的成員，與今日鱷魚血緣很遠。
鱷類通常用在較寬廣的定義。第一種類似鱷的爬行動物（鱷形超目），出現於約2億3000萬年前的晚三疊紀，從主龍類分化出，外表看起來類似現代鱷魚。牠們擁有修長的腿、長形身體由鱗甲包覆。
直到1980年代，大頭鱷科被分類於假設的中鱷亞目之下，此亞目又在鱷目之下。然而，Benson與Clark在1988年確定中鱷亞目是並系群，包含現代鱷魚的始祖。
一個簡略的生物演化樹：
- 鱷形超目 Crocodylomorpha
  - 中真鱷類 Mesoeucrocodylia
    - Metasuchia
      - 新鱷類 Neosuchia
        - 大頭鱷科 Pholidosauridae
          - 肌鱷 Sarcosuchus

        - 鱷目 Crocodilia (現代鱷魚)

在巴西發現了帝鱷近親的牙齒與皮內成骨。這可能是非洲與南美間陸橋比原本推測的時間還要晚存在的證據。
另一方面，基於口鼻部的結構，帝鱷的近親包括大頭鱷類的特里鱷（Terminonaris）、森林鱷，以及較輕型的遠親大頭鱷。這些帝鱷的近親是狹窄口鼻部、以魚為生、生存在鹹水環境；帝鱷是寬廣口鼻部，住在河邊。

## 挖掘過程
化石是在尼日Gadoufaoua的Ténéré沙漠發現，該沙漠是撒哈拉沙漠的一部分。第一個帝鱷的牙齒與鱗甲是在40年代到50年代發現，由法國古生物學家艾伯特·拉伯發現。直到1964年，地理學家發現其頭顱，並引起菲利普·塔丘特的注意。他帶者化石回到巴黎，頭顱由France de Broin檢驗。在1966年，他們正式地將這種動物敘述、命名，學名為帝鱷（Sarcosuchus imperator），意思是“肌肉-鱷類-帝王”。正模標本為MNN 604，是尼日國立博物館（Musee National du Niger）的第604號標本，研究之後標本歸還回尼日。
第二、三次主要的考察是保羅·塞里諾在1997年與2000年的考察。他在El Rhaz地層發現部分的骨骼、大量的頭顱、20噸的已分類化石，該地層時間是晚白堊紀的阿普第階到阿爾比階。他們花了一年完成帝鱷標本。挖掘的結果在2001年12月公佈。這個挖掘團隊有芝加哥大學與國家地理學會的駐會探險家保羅·塞里諾、耶魯大學與多倫多大學的漢斯·拉爾森、紐約骨科醫學院的Christian Sidor、尼日的Boubé Gado。

## 照片集

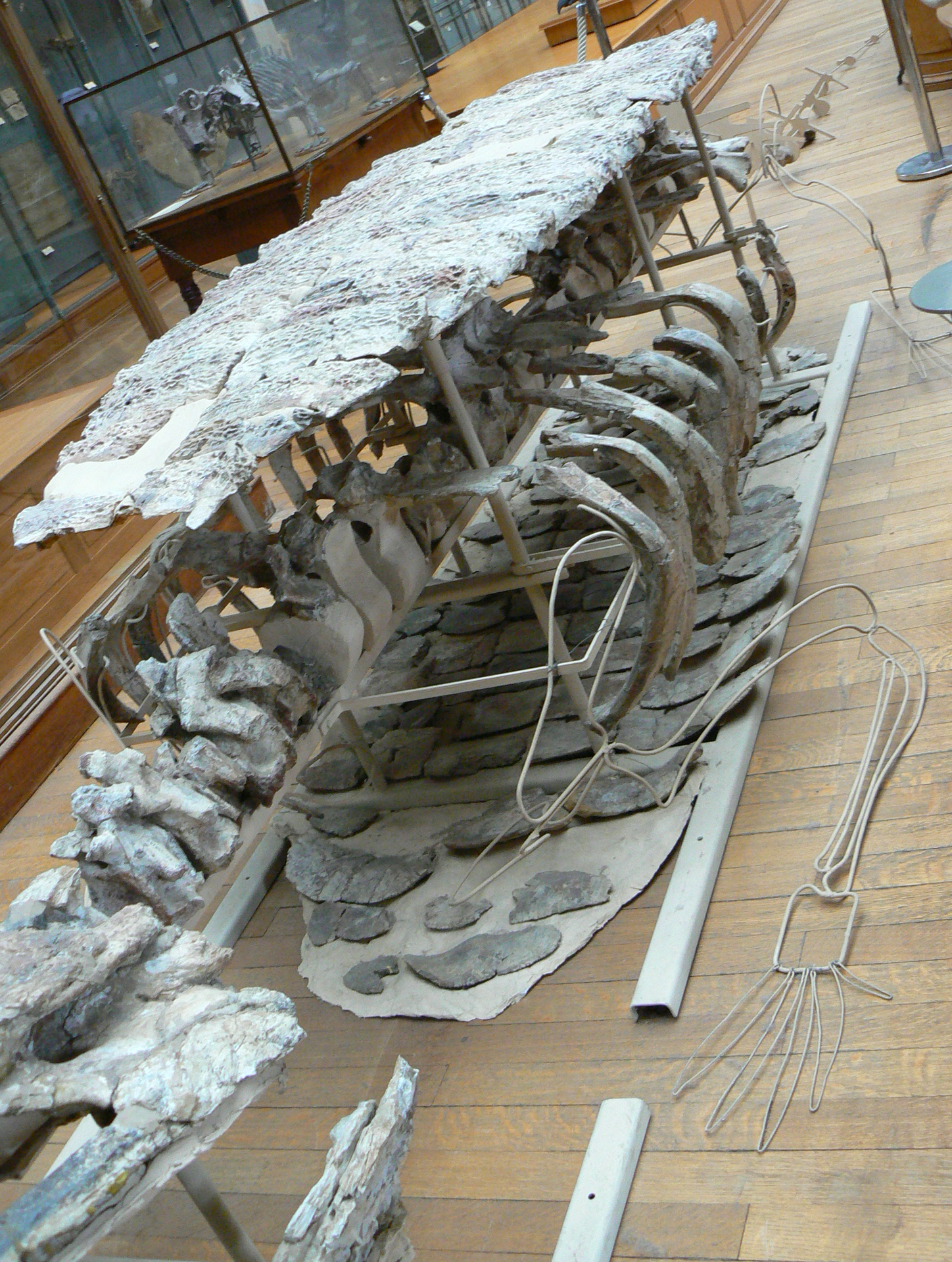
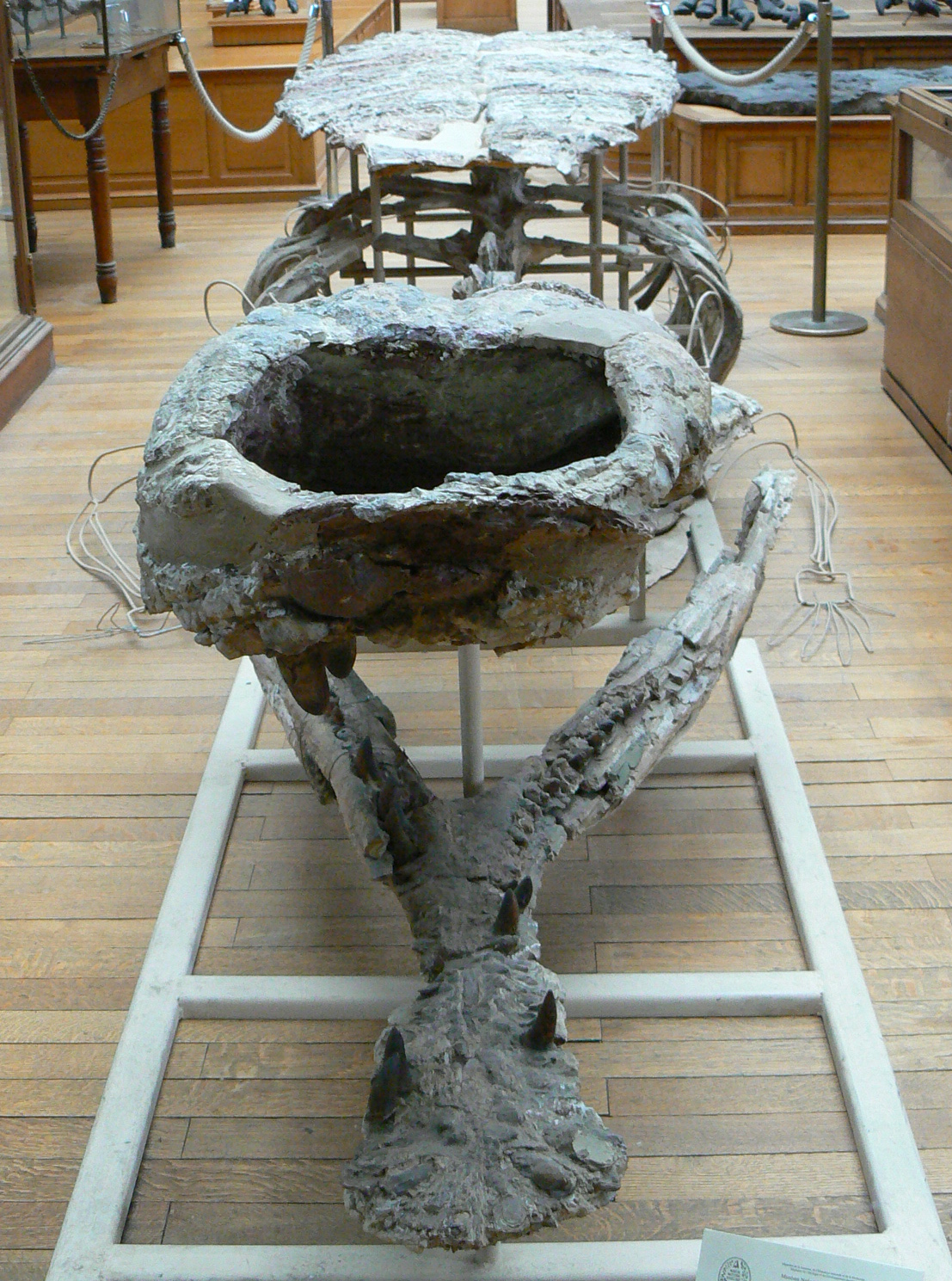
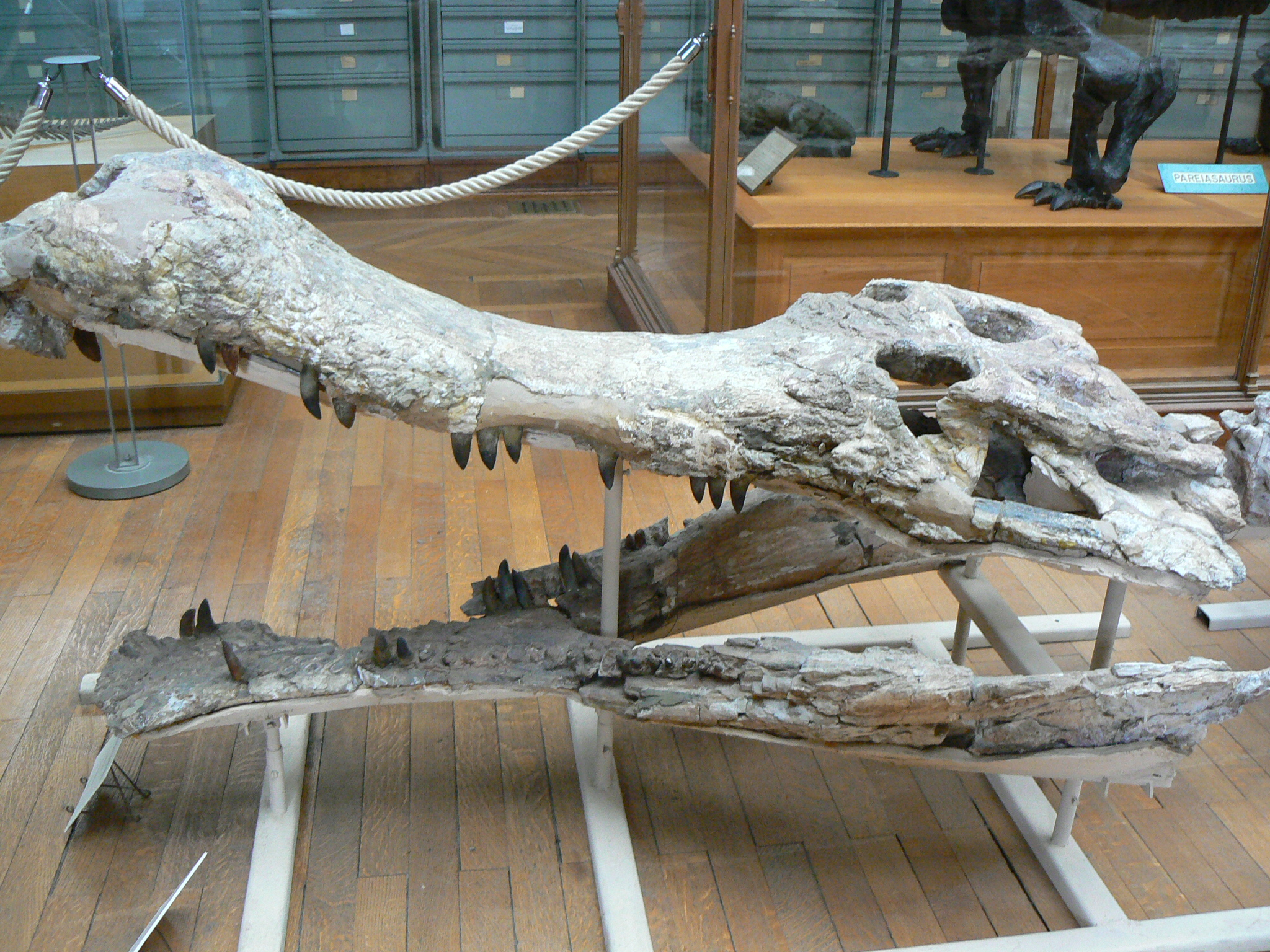
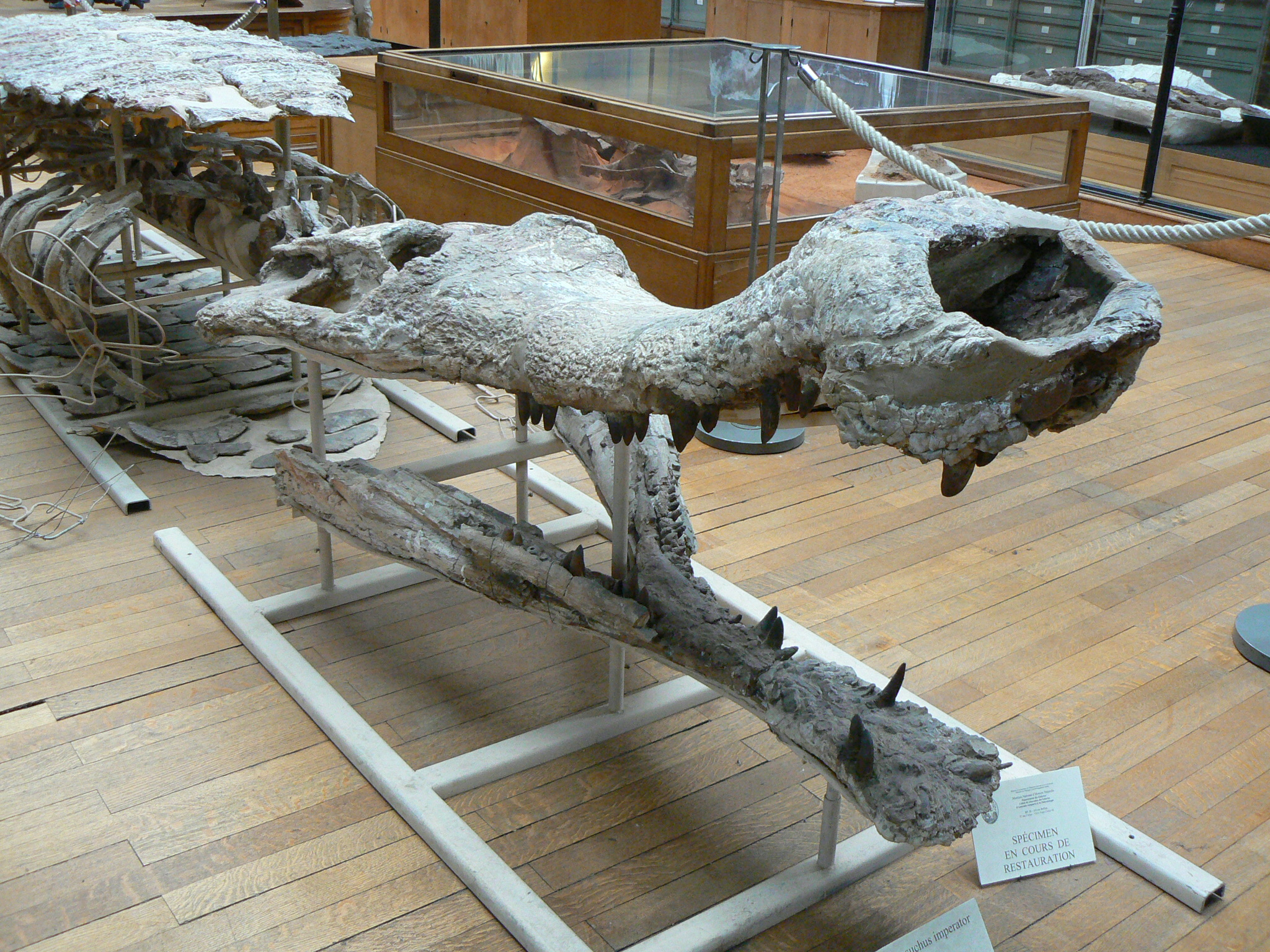

## 外部連結
- 互联网电影数据库（IMDb）上《SuperCroc》的资料（英文）
- "Sarcosuchus imperator （页面存档备份，存于）". Prehistorics Illustrated. (illustrations)
- "African fossil find: 40-foot crocodile Archive.today的存檔，存档日期2012-12-08". Guy Gugliotta. Washington Post, October 26, 2001. Retrieved November 17, 2004.
- SuperCroc: Sarcosuchus imperator （页面存档备份，存于）. Gabrielle Lyon. Retrieved November 17, 2004.
- "'SuperCroc' fossil found in Sahara （页面存档备份，存于）". D. L. Parsell. National Geographic News, October 25, 2001. Retrieved November 17, 2004.
- Dinosaur Expedition 2000 （页面存档备份，存于）. Paul C. Sereno. Retrieved November 17, 2004.
- "SuperCroc's jaws were superstrong, study shows （页面存档备份，存于）". John Roach. National Geographic News, April 4, 2003. Retrieved November 17, 2004.
- "Sereno, team discover prehistoric giant Sarcosuchus imperator in African desert （页面存档备份，存于）." Steve Koppes. The University of Chicago Chronicle, volume 21, number 4, November 1, 2001. Retrieved November 17, 2004.
- Making of the Sarcosuchus exhibit （页面存档备份，存于）